# Gefangenenturm (Brechen)

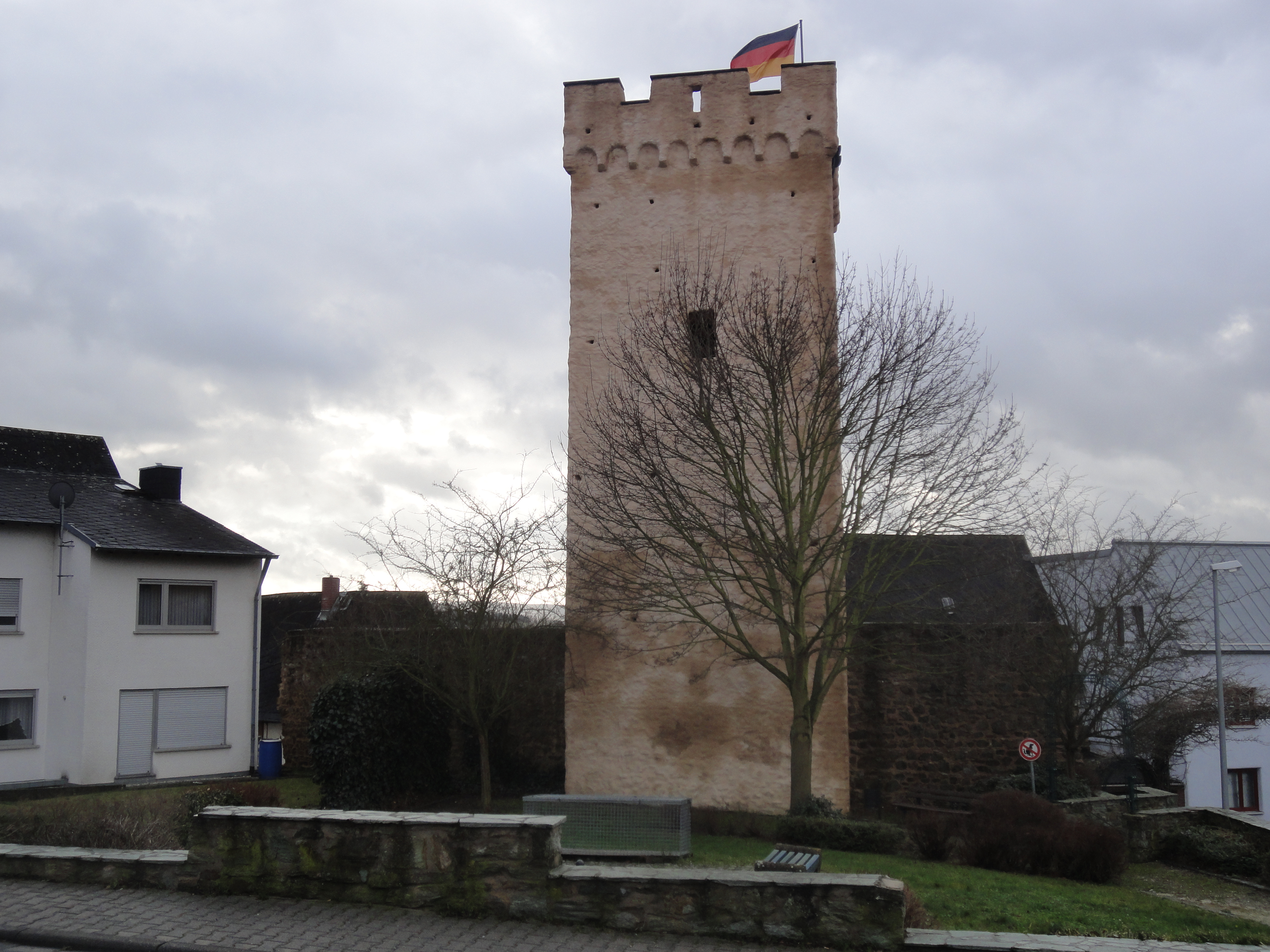
Der Gefangenenturm

Der 20 Meter hohe Gefangenenturm im hessischen Taunusdorf Niederbrechen ist ein Turm der ehemaligen mittelalterlichen von 1367 bis 1379 errichteten Stadtmauer. Er gilt als eines der Wahrzeichen des Ortes.

## Beschreibung
Der mit einem Bogenfries und Zinnenkranz abschließende Turm ist knapp 20 Meter hoch und seit 2004 im Zuge einer Sanierungsmaßnahme außenseitig verputzt. Wahrscheinlich hatte der Turm im Ursprung ein hölzernes Dach, das allerdings nicht rekonstruiert wurde. 
An den Turm schließen sich zwei Mauerabschnitte an. Diese zeigen innenseitig große Blendbögen und verfügten über einen Wehrgang. An den Turm schloss sich das heute nicht mehr vorhandene Langhecker Tor an. Dieses wurde im Jahre 1852 eingerissen. Es wird heute durch ein rosenbewachsenes Metallgestell nachgebildet.